# Ferguson (Missouri)
Ferguson ist eine Stadt (mit dem Status „City“) im St. Louis County im US-amerikanischen Bundesstaat Missouri und Bestandteil der Metropolregion Greater St. Louis. Das U.S. Census Bureau hat bei der Volkszählung 2020 eine Einwohnerzahl von 18.527 ermittelt.
Die Stadt wird von dem Elektrokonzern Emerson Electric Company geprägt, der hier seinen Hauptsitz und umfangreiche Produktionsgelände hat.

## Geografie
Ferguson liegt im nordwestlichen Vorortbereich von St. Louis auf 38°44′25″ nördlicher Breite und 90°13′35″ westlicher Länge. Die Stadt erstreckt sich über 11,3 km². Der Mississippi, der die Grenze zu Illinois bildet, befindet sich zehn Kilometer östlich der Stadt. Die Stadt liegt zu etwa gleichen Teilen in der Ferguson und der Norwood Township.
An das Stadtgebiet von Ferguson unmittelbar angrenzende Orte sind Calverton Park im Nordwesten, Black Jack und Castle Point im Nordosten, Dellwood im Südosten, Jennings im Südosten, Normandy und Cool Valley im Süden sowie Kinloch und Berkeley im Westen. Die Innenstadt von St. Louis liegt 20,4 km südöstlich.

## Geschichte
Der Grundstein der Stadt Ferguson wurde 1855 gelegt, als William B. Ferguson einen Teil seines Farmlandes an die North Missouri Railroad Company übereignete. Diese errichtete ein Depot, welches regelmäßig angefahren wurde – es wurde Ferguson Station genannt. William B. Ferguson verkaufte in der Folgezeit sein Land an Unternehmer und Hausbesitzer, wodurch aus der Eisenbahnstation eine kleine Siedlung wurde.
1894 wurde Ferguson zur City erhoben, die Bevölkerung war zu diesem Zeitpunkt auf 1200 angewachsen, von 185 im Jahre 1880. Ferguson hatte sich zum Ende des 19. Jahrhunderts von einer ländlichen Gemeinde in einen „Eisenbahn-Vorort“ von St. Louis verwandelt. Zum dynamischen Wachstum der Stadt trug auch eine Serie von Eingemeindungen zwischen 1904 und den 1980ern bei.
Nach dem Zweiten Weltkrieg verlegte der Elektrokonzern Emerson Electric Company seinen Hauptsitz aus dem benachbarten St. Louis nach Ferguson. Als eine der ersten Städte im St. Louis County wurde Ferguson ab 1954 von einem hauptamtlichen City Manager geleitet.

### Todesfall Michael Brown
Ferguson erlangte im August 2014 weltweite Bekanntheit, nachdem am 9. August ein weißer Polizist den 18-jährigen Afroamerikaner Michael Brown erschossen hatte und Unruhen ausbrachen. In der Folge wurde der Ausnahmezustand über die Stadt verhängt und die Nationalgarde entsandt. Die Unruhen intensivierten sich am 24. November 2014, als die Entscheidung einer Geschworenenjury bekannt gegeben wurde, dass der Polizist nicht angeklagt wird.

## Bevölkerung

### Entwicklung
Fergusons Bevölkerungsstruktur hat sich seit Anfang der 1980er Jahre stark verändert. Waren im Jahre 1970 noch 99 % der Gesamtbevölkerung von Ferguson Weiße und nur 1 % Afroamerikaner, so hatte bis zum Jahre 1980 sich der Anteil der Weißen auf 85 % verringert, der Anteil der Afroamerikaner auf 14 % zugenommen. Im Jahre 1990 wies der Zensus 73,8 % der Gesamtbevölkerung Weiße, und 25,1 % Afroamerikaner aus. Im Jahre 2000 hatte sich die Gewichtung weiter zugunsten der Afroamerikaner verschoben, bzw. sie stellten nun die Mehrheit der Wohnbevölkerung. Nunmehr 44,7 % waren Weiße und 52,5 % Afroamerikaner. Diese Entwicklung setzte sich weiter fort. 2010 wies der Zensus für Ferguson (City) noch 29,3 % Weiße und 67,4 % Afroamerikaner aus.

### Demographische Daten
Nach der Volkszählung im Jahr 2010 lebten in Ferguson 21.203 Menschen in 8192 Haushalten. Die Bevölkerungsdichte betrug 1317 Einwohner pro Quadratkilometer. In den 8192 Haushalten lebten statistisch je 2,56 Personen.
Nach der Volkszählung setzte sich die Bevölkerung zusammen aus 29,3 Prozent Weißen, 67,4 Prozent Afroamerikanern, 0,4 Prozent amerikanischen Ureinwohnern, 0,5 Prozent Asiaten sowie 0,4 Prozent aus Übrigen; 2,0 Prozent ordneten sich selbst zwei oder mehr der vorgenannten Gruppierungen zu. Nach Ethnien waren 1,2 Prozent der Bevölkerung spanischer oder lateinamerikanischer Abstammung.
28,7 Prozent der Bevölkerung waren unter 18 Jahre alt, 61,0 Prozent waren zwischen 18 und 64 und 10,3 Prozent waren 65 Jahre oder älter. 55,2 Prozent der Bevölkerung war weiblich.
Das mittlere jährliche Einkommen eines Haushalts lag bei 39.035 USD. Das Pro-Kopf-Einkommen betrug 20.227 USD. 18,9 Prozent der Einwohner lebten unterhalb der Armutsgrenze.

## Verkehr
Entlang der nördlichen Stadtgrenze von Ferguson führt die Interstate 270, die nördliche Umgehungsstraße von St. Louis. An der westlichen Stadtgrenze kreuzt die Missouri State Route 367. Alle weiteren Straßen sind County Roads oder weiter untergeordnete innerstädtische Verbindungsstraßen.
In Ost-West-Richtung verläuft durch Ferguson eine Bahnlinie der Norfolk Southern Railway, die von St. Louis nach Kansas City führt.
Der Lambert-Saint Louis International Airport liegt 9,2 km westlich von Ferguson.